# Мелькське абатство
Мелькське абатство (нім. Abtei Melk, лат. Abbatia SS. App. Petri et Pauli apud Melk) — бенедиктинський монастир у Нижній Австрії розташований на скелястому правому березі Дунаю, в історичній області Вахау. Комплекс споруд монастиря включений до списку об'єктів Світової спадщини ЮНЕСКО в Австрії. У крипті Мелькського абатства знаходиться гробниця Святого Коломана, національного покровителя Австрії, а також кількох членів першої князівської династії країни Бабенбергів.

## Історія
Абатство було засноване у 1089 році, коли Леопольд II, маркграф Австрії, надав один зі своїх замків ченцям-бенедиктинцям з Ламбахського абатства.
У XII столітті при монастирі була відкрита гімназія (найстаріша школа Австрії). Також при абатстві була заснована бібліотека, яка стала відомою завдяки великій колекції рукописів. Монастирський скрипторій став основним місцем для виробництва рукописів.
У XV столітті монастир став центром монастирської реформи (згодом отримала його назву), яка була спрямована на відродження чернечого життя у Австрії та Південній Німеччині.
З 1625 року абатство стало членом австрійської Конгрегації, тепер відомої під назвою бенедиктинського конфедерації.

## Опис

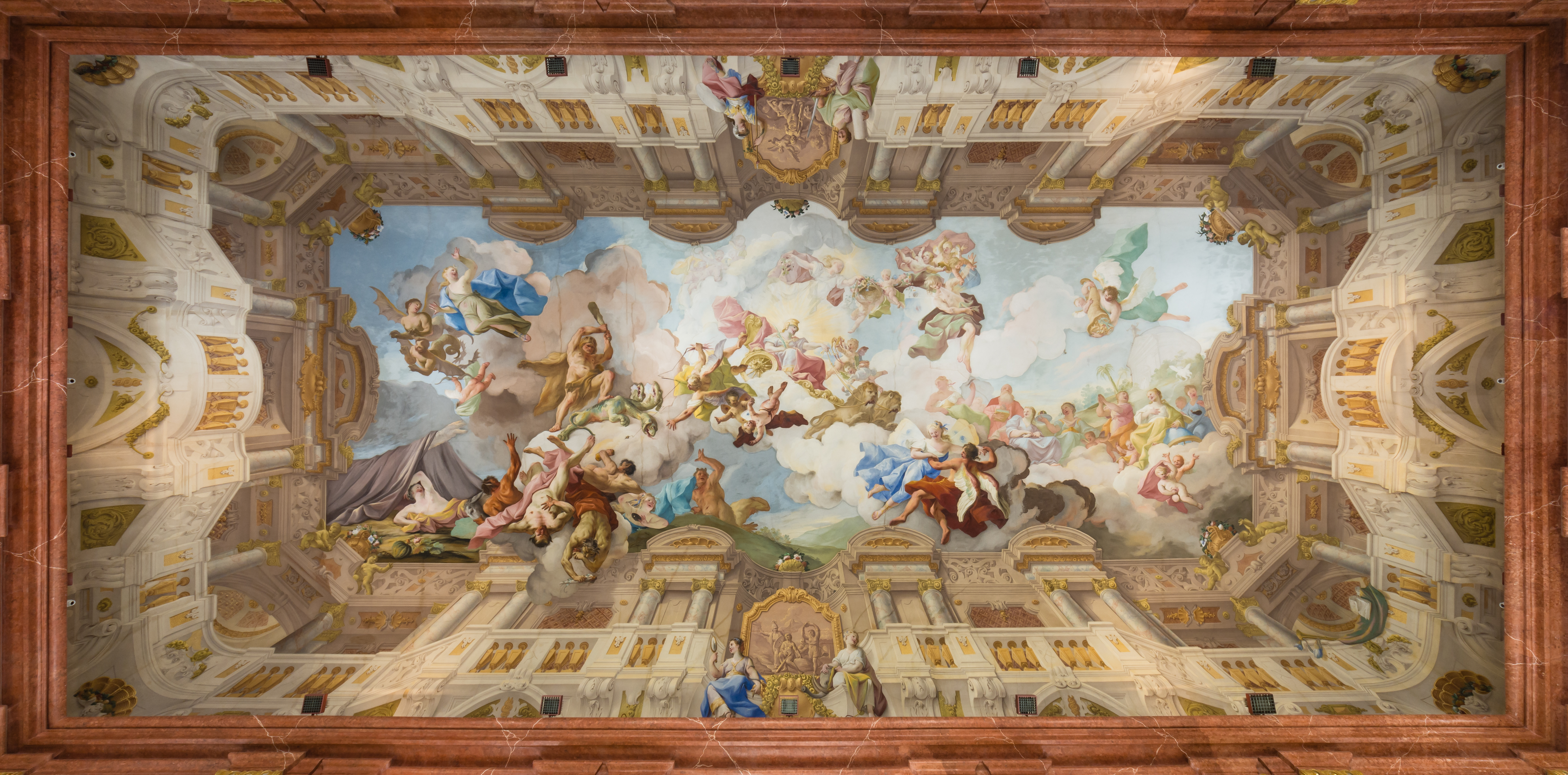
Фреска на стелі Мармурового Залу монастиря у Мельку роботи Пауля Троґера (†20 липня 1762)

Нинішня головна будівля монастиря була побудована у стилі бароко в період між 1702 і 1736 роками за ескізами Якоба Прандтауера. Особливої уваги заслуговує також церква абатства з фресками роботи Йоганна Міхаеля Роттмайра та вражаючі бібліотеки з незліченними середньовічними рукописами, у тому числі відомі колекції музичних рукописів і фресок Пауля Троґера.
Завдяки своїй популярності Мельку вдалося втриматись при імператорі Йосифові II, коли багато інших австрійських монастирів були вилучені та закриті у період між 1780 та 1790 роками. Монастир також успішно пережив Наполеонівські війни, а також період нацистського аншлюсу, коли німці взяли під контроль Австрію у 1938 році, коли школа і велика частина абатства були конфісковані державою.
Школа була повернута монастирю після Другої світової війни і тепер в ній навчається майже 900 учнів обох статей.
У відомому романі «Ім'я рози» (1980) Умберто Еко одного з персонажів назвав Адсон фон Мельк, віддавши данину абатству та його знаменитій бібліотеці.